# Adil Belgaïd
Adil Belgaïd, né le 15 septembre 1970 est un judoka marocain.

## Palmarès
| Année | Tournoi                | Rang | Poids                   |
| ----- | ---------------------- | ---- | ----------------------- |
| 2004  | Championnats d'Afrique | 2e   | Poids mi-moyens (81 kg) |
| 2002  | Championnats d'Afrique | 3e   | Open class              |
| 2001  | Championnats du monde  | 7e   | Poids mi-moyens (81 kg) |
| 2001  | Championnats d'Afrique | 3e   | Poids mi-moyens (81 kg) |
| 2001  | Championnats d'Afrique | 3e   | Open class              |
| 2000  | Championnats d'Afrique | 1er  | Poids mi-moyens (81 kg) |
| 1998  | Championnats d'Afrique | 1er  | Poids mi-moyens (81 kg) |
| 1998  | Championnats d'Afrique | 7e   | Open class              |
| 1997  | Championnats d'Afrique | 1er  | Poids mi-moyens (78 kg) |
| 1997  | Jeux méditerranéens    | 2e   | Poids mi-moyens (78 kg) |
| 1996  | Championnats d'Afrique | 1er  | Poids mi-moyens (78 kg) |
| 1996  | Championnats d'Afrique | 2e   | Open class              |
| 1994  | Championnats d'Afrique | 1er  | Poids mi-moyens (78 kg) |
| 1993  | Championnats du monde  | 7e   | Poids mi-moyens (78 kg) |
| 1993  | Championnats d'Afrique | 1er  | Poids mi-moyens (78 kg) |
| 1993  | Jeux méditerranéens    | 3e   | Poids mi-moyens (78 kg) |